# Pararamichloridium
Pararamichloridium ist die einzige Gattung der Pararamichloridiaceae, die wiederum die einzige Familie der Ordnung der Pararamichloridiales innerhalb der Schlauchpilze (Ascomycota) sind.

## Merkmale
Arten von Pararamichloridium bilden ein Myzel mit durchscheinenden, glatten, septierten und verzweigten Hyphen. Die Konidienträger sind aufrecht, einzeln, gerade bis gebogen, mehr oder weniger zylindrisch, fast durchscheinend bis mittelbraun, glatt und septiert. An der Spitze können sie verzweigt sein. Die konidiogenen Zellen sind endständig und eingefügt (interkalär), mehr oder weniger zylindrisch, fast durchscheinend bis mittelbraun, glatt und polyblastisch, d. h. es werden viele Konidien abgeschnürt. Diese sind einzeln, durchscheinend, glatt, unseptiert, dünnwandig und keulenförmig bis elliptisch. Die Stromata sind purpurn bis braun und enthalten kugelige Perithecien mit zylindrischen Hälsen, die sich aus dem Stroma erstrecken. Die zahlreich vorhandenen Paraphysen sind durchscheinend und septiert. Eine Hauptfruchtform wird selten gebildet. Dann sind die Schläuche zylindrisch und immer mit acht Sporen. Diese sind rund, durchscheinend und haben eine warzige Außenhülle.

## Lebensweise und Verbreitung
Pararamichloridium-Arten leben saprob auf Blättern und totem Holz. So lebt Pararamichloridium livistonae auf der Australischen Livingstonpalme, Pararamichloridium verrucosum auf toten Bambusblättern.

## Systematik und Taxonomie
Die Gattung Pararamichloridium und gleichzeitig auch die Familie Pararamichloridiaceae und die Ordnung Pararamichloridiaceae wurde 2017 vom südafrikanischen Mykologen Pedro Willem Crous erstbeschrieben. Anfangs stand auch die Gattung Woswasia in der Familie, die aber nun zusammen mit anderen Gattungen eine eigene Familie, die Woswasiaceae bilden. Daher ist die Familie Pararamichloridiaceae monotypisch.
Die Gattung Pararamichloridium enthält zur Zeit (2024) vier Arten:
- Pararamichloridium aquisubtropicum
- Pararamichloridium caricicola
- Pararamichloridium livistonae
- Pararamichloridium verrucosum